# Без Коммунистической партии нет Китая
«Без Коммунистической партии нет Китая» (также известна под названиями «Без Коммунистической партии не было бы Нового Китая» и «Без коммунистов нет Китая») — китайская пропагандистская песня, написанная в 1943 году бойцом НОАК и композитором-самоучкой Као Хосином в ответ на лозунг Чан Кайши «Без Гоминьдана не было бы Китая». Была наиболее популярна в годы Культурной революции, но до сих пор часто звучит на мероприятиях Коммунистической партии Китая.

## История
10 марта 1943 года, в разгар Антияпонской войны, президент Китайской республики Чан Кайши опубликовал книгу «Судьба Китая», в которой, в числе прочего, был выдвинут лозунг «Без Гоминьдана не было бы Китая». КПК решительно выступила против замалчивания своей роли в строительстве республики и 25 августа того же года в газете «Цзефан Жибао» Мао Цзэдун опубликовал редакционную статью под заголовком «Без Коммунистической партии не было бы Китая». В октябре 19-ти летний солдат Као Хосин, который пришёл в армию безграмотным крестьянином, но благодаря помощи бойцов-коммунистов овладел грамотой, выучил ноты и стал музыкантом, под влиянием этой статьи написал одноимённую песню.
Песня получила широкую популярность после основания КНР в 1949 году и особенно часто исполнялась во время Культурной революции (в частности, именно она открывала последнее действие революционной оперы—мюзикла «Алеет Восток»), после чего её популярность пошла на спад. Тем не менее, она всё ещё нередко звучит во время официальных мероприятий КПК.
26 июня 2006 года в пекинском районе Фаншань был открыт мемориал в честь песни «Без коммунистической партии не было бы Нового Китая» площадью 6000 м².

## Текст
| Упрощённые иероглифы | Традиционные иероглифы | Пиньинь | Буквальный перевод | Литературный перевод |
| --- | --- | --- | --- | --- |
| 没有共产党就没有新中国 共产党辛劳为民族 共产党他一心救中国 他指给了人民解放的道路 他领导中国走向光明 他坚持了抗战八年多 他改善了人民生活 他建设了敌后根据地 他实行了民主好处多 没有共产党就没有新中国 | 沒有共產黨就沒有新中國 共產黨辛勞為民族 共產黨他一心救中國 他指給了人民解放的道路 他領導中國走向光明 他堅持了抗戰八年多 他改善了人民生活 他建設了敵後根據地 他實行了民主好處多 沒有共產黨就沒有新中國 | Méiyǒu Gòngchǎndǎng jiù méiyǒu xīn Zhōngguó. Gòngchǎndǎng xīnláo wèi mínzú. Gòngchǎndǎng tā yīxīn jiù Zhōngguó. Tā zhǐgěi le rénmín jiěfàng de dàolù. Tā lǐngdǎo Zhōngguó zǒuxiàng guāngmíng. Tā jiānchí le kàngzhàn bā nián duō. Tā gǎishàn le rénmín shēnghuó. Tā jiànshè le díhòu gēnjùdì. Tā shíxíng le mínzhǔ hǎochù duō. Méiyǒu Gòngchǎndǎng jiù méiyǒu xīn Zhōngguó. | Без Коммунистической партии не родился бы Новый Китай. Коммунистическая партия появилась, чтобы служить народу. Коммунистическая партия появилась, чтобы спасти Китай. Она указывает народу путь к свободе. Она ведёт Китай к свету. Она выиграла Освободительную войну, С ней стало жить лучше и веселей. Расправившись с врагом, Партия ведёт нас к высоким демократическим достижениям. Без Коммунистической партии не родился бы Новый Китай. | Нам открыли коммунисты путь побед. С ними жить нам, а без них — Китая нет. Коммунисты любят свой народ, Коммунист бесстрашно в бой идёт. Воля коммунистов счастье дала нам, Путь коммуниста — как стрела прям. Идут войска народные За дело благородное, За Родину свободную, За счастье на Земле, За вечный мир! Коммунисты нам открыли путь побед, А без коммунистов — и Китая нет! |